# Spore Origins
Spore Origins (noto anche come Spore Mobile) è un videogioco per telefoni cellulari, iPod e iPhone basato sul videogioco Spore per personal computer. La versione per dispositivi mobili si concentra sulla prima fase del gioco, la fase cellulare.

## Modalità di gioco
Il giocatore controlla un essere unicellulare che si muove nel brodo primordiale cercando di sopravvivere e di evolversi. Il gioco segue una struttura simile a quella del gioco flOw.
Come la versione per computer di Spore il gioco è diviso in 18 sezioni nelle quali il protagonista nuota evitando le creature più grandi e mangiando quelle più piccole. I movimenti su telefono cellulare sono gestiti dai tasti del telefono, su iPhone ed iPod Nano 4G sono gestiti tramite l'inclinazione del dispositivo, mentre per gli altri iPod tramite touch wheel. Le sezioni vengono terminate quando l'organismo riesce a procurarsi una quantità sufficiente di DNA mangiando gli altri organismi o quando riesce ad attraversare una zona senza venire ucciso dalle creature presenti nello schema.
Ogni tre livelli si può accedere all'editor della creatura. L'editor permette di modificare l'organismo, le modifiche possono agire su quattro aree: vista e tatto, attacco, difesa e movimento. Il giocatore può anche sbloccare una modalità chiamata sopravvivenza, in questa modalità il protagonista si muove nello schermo mangiando e contestualmente evitando le creature ostili.

### Multiplayer
Quando il giocatore ha terminato la modalità di gioco singolo può iniziare a giocare con altri giocatori in multiplayer tramite le connessioni wireless.

## Difetti
La versione per iPod poteva bloccare il dispositivo se questo era dotato del firmware versione 1.0.x o 1.1.x. Il gioco venne temporaneamente messo fuori vendita, il bug risolto e quindi il gioco venne rimesso in vendita dal 31 agosto 2008.